# Mick Schumacher
Mick Schumacher (pronunție în germană [ˈmɪk ˈʃuːmaxɐ]; n. 22 martie 1999, Vufflens-le-Château⁠(d), District de Morges⁠(d), cantonul Vaud, Elveția) este un pilot de curse german care este actualul pilot de rezervă pentru echipa Mercedes AMG Petronas și McLaren. Schumacher a concurat în Formula 1 pentru Haas F1 Team în sezoanele 2021 și 2022.
Schumacher și-a început cariera în karting în 2008, progresând la Formula 4 germană ADAC până în 2015. După ce a câștigat Campionatul European FIA F3 din 2018, a progresat în Formula 2 în 2019 și a câștigat Campionatul de Formula 2 din 2020. A debutat în Formula 1 pentru echipa Haas la Marele Premiu al Bahrainului din 2021, alături de Nikita Mazepin, încheind apoi sezonul din 2021 fără niciun punct marcat. În 2022, a avut un alt coechipier, Kevin Magnussen, cel care a mai condus pentru Haas și în perioada 2017-2020. Schumacher a marcat primele sale puncte la Marele Premiu al Marii Britanii din 2022, cu o clasare pe locul 8. A punctat apoi și în următoarea cursă la Marele Premiu al Austriei din 2022, terminând pe locul 6, cea mai bună clasare a sa din carieră. A terminat sezonul pe locul 16 în campionatul la piloți cu 12 puncte acumulate. În noiembrie 2022, Haas a anunțat că nu-i va mai prelungi contractul lui Mick după 2022, germanul rămânând astfel fără un loc în Formula 1 pentru sezonul din 2023. Ulterior, în decembrie, a fost anunțat că Mick va deveni pilotul de rezervă al echipei Mercedes începând cu 2023.
Este fiul septuplului campion mondial de Formula 1, Michael Schumacher, nepotul lui Ralf Schumacher și vărul lui David Schumacher.

## Viața personală
Schumacher s-a născut în Vufflens-le-Château și a crescut în Gland. Este fiul lui Michael Schumacher, de șapte ori campion mondial în Formula 1, și a campioanei europene de echitație occidentală, Corinna Schumacher. Unchiul său, Ralf Schumacher, este, de asemenea, pilot de curse retras și fost pilot de Formula 1. Vărul său, David Schumacher, este și el pilot de curse. Schumacher este nepotul vitreg al lui Sebastian Stahl și nepotul lui Elisabeth și Rolf Schumacher. 
Schumacher schia cu tatăl său când Michael a suferit leziuni cerebrale ce i-au pus viața în pericol pe 29 decembrie 2013. În martie 2017, Mick a vorbit pentru prima dată public despre tatăl său, descriindu-l drept „idolul meu” și „modelul meu”.
Înainte de începerea Marelui Premiu al Belgiei din 2017, el a condus mașina câștigătoare de campionat Benetton B194 a tatălui său. El a condus o altă mașină câștigătoare a tatălui său, Ferrari F2004, într-o demonstrație înainte de Marele Premiu al Toscanei din 2020 de la Mugello, pentru a marca cea de-a 1000-a cursă de Formula 1 a Scuderiei Ferrari, purtând casca tatălui său pentru această ocazie.
Schumacher consideră șahul ca fiind o parte integrantă a pregătirii sale mentale înainte de o cursă de F1. El a declarat: „Simt că aceste jocuri readuc concentrarea, deoarece trebuie să fii mereu pornit cu mintea. Într-un weekend, vreau să fiu mereu pregătit mental pentru fiecare provocare care vine.”

## Carieră
Schumacher și-a început cariera în sporturile cu motor în 2008. Pentru a evita atenția din cauza celebrului său tată, și-a început cariera sub pseudonimul „Mick Betsch”, folosind numele de fată al mamei sale.

### Karting
În 2011 și 2012, Schumacher a condus în clasa KF3 a ADAC Kart Masters, terminând pe locul 9 și, respectiv, pe locul 7. În Euro Wintercup a clasei KF3, a ocupat locul 3 în 2011 și 2012, iar în 2012 a fost pe locul 3 în Campionatul KF3 Rating DMV Kart. În 2013 a terminat pe locul 3 în Campionatul German de Kart pentru juniori și în Supercupa CIK-FIA juniori KF. În 2014, Schumacher a folosit numele „Mick Junior”, și a început în Campionatele Internaționale și Naționale de juniori, încheind sezonul pe locul 2 în Campionatul German de Kart pentru juniori, precum și în Campionatele Europene și Mondiale. Deși nu a concurat în karting sub numele său real, succesele sale au fost preluate de presa internațională.

### Formula 4

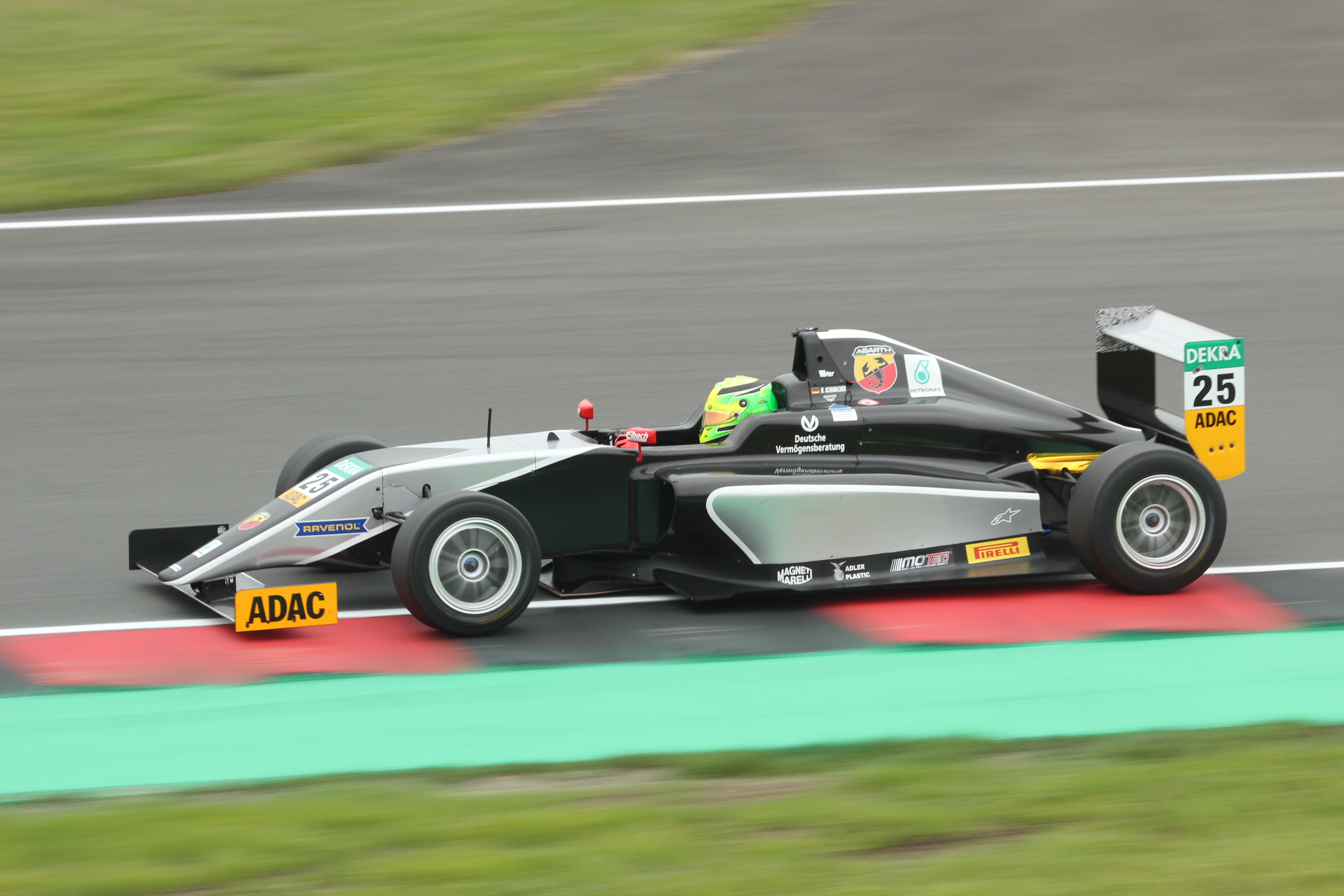
Schumacher concurând în Formula 4 ADAC pentru Van Amersfoort Racing în 2015

La sfârșitul anului 2014, a finalizat teste de rulare pentru Jenzer Motorsport într-o mașină de curse de Formula 4. În 2015, Schumacher a început să concureze în clase de formulă pentru prima dată, concurând pentru Van Amersfoort Racing în Formula 4 ADAC, folosind numele Schumacher. În 2016, Schumacher a rămas în Formula 4 ADAC, dar a trecut la echipa Prema Powerteam, cunoscută pentru legăturile sale strânse cu Academia de Piloți Ferrari. De asemenea, a intrat în campionatul italian de F4 și a terminat pe locul secund în ambele campionate, în fața lui Joey Mawson și, respectiv, a lui Marcos Siebert.

### Formula 3
În noiembrie 2016, Schumacher și-a făcut prima apariție în mașinile de Formula 3 participând la MRF Challenge, un campionat desfășurat în India. A concurat în clasa superioară de Formula 2000 și a terminat seria pe locul 3, adunând patru victorii, nouă podiumuri și două pole position-uri. Schumacher a terminat în spatele lui Harrison Newey și Joey Mawson, dar înaintea viitorilor săi concurenți de Formula 3 și Formula 2, Jüri Vips și Felipe Drugovich.

#### 2017

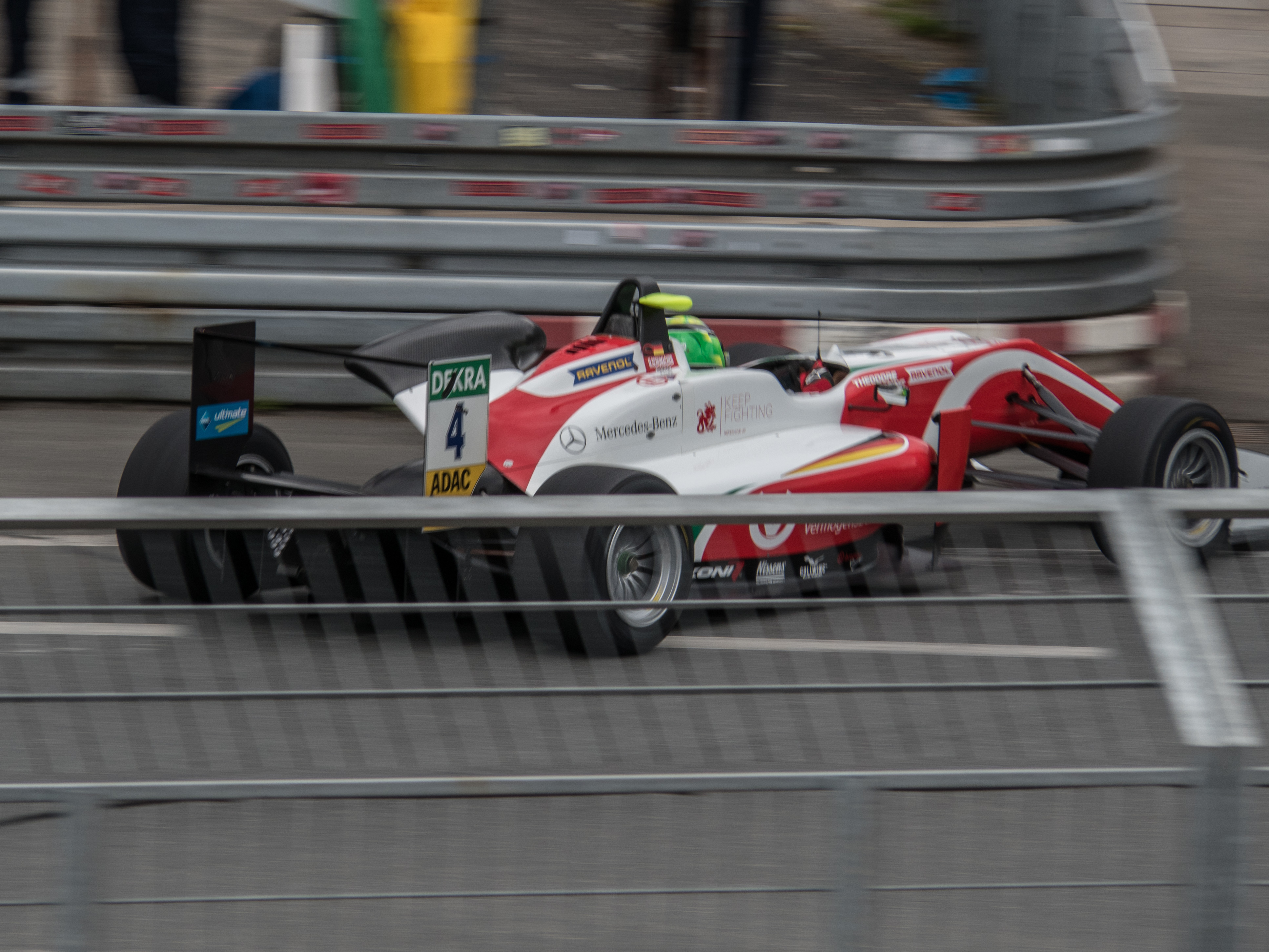
Mick Schumacher în timpul rundei de Formula 3 FIA de la Norisring în 2018

În aprilie 2017, Schumacher și-a făcut debutul în Campionatul European FIA de Formula 3 cu Prema Powerteam. A terminat sezonul pe locul 12, cel mai bun rezultat fiind locul 3 la Monza. Schumacher a fost cel mai jos clasat dintre cei patru piloți Prema dar, cu toate acestea, a fost al treilea cel mai bine plasat debutant din campionat.

#### 2018
Schumacher a continuat să conducă pentru Prema în campionatul din 2018. A suferit un început lent de sezon, în cele din urmă luând prima sa victorie la a 15-a cursă a anului de la Spa-Francorchamps, aproape la jumătatea sezonului. Înainte de această cursă, a ocupat locul 10 în campionat, la 67 de puncte în spatele liderului campionatului, Dan Ticktum. Cu toate acestea, Schumacher a dominat a doua jumătate a sezonului, luând încă șapte victorii, inclusiv cinci consecutive. El a încheiat sezonul drept campion, cu 57 de puncte peste Ticktum, luând opt victorii, paisprezece podiumuri în total, șapte pole position-uri și patru tururi rapide.

### Formula 2 FIA

#### 2019

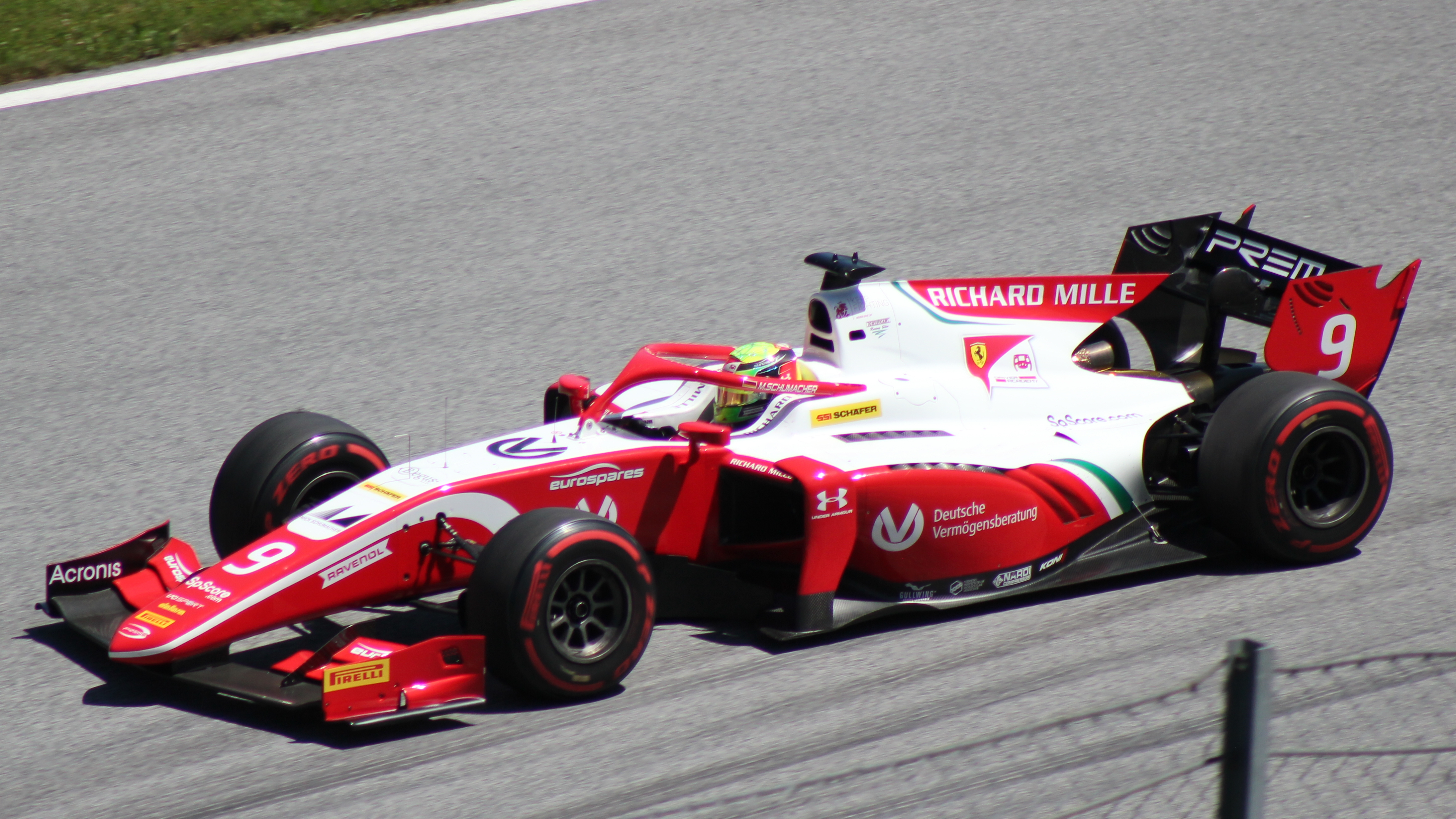
Schumacher concurând în runda de la Spielberg de Formula 2 din 2019

Schumacher a trecut în Campionatul FIA de Formula 2 din 2019 cu Prema Racing, alături de Sean Gelael. În prima rundă a sezonului din Bahrain, Schumacher a început pe locul 10 și a terminat pe locul 8 după ce l-a depășit pe Nobuharu Matsushita în ultimul tur, adjudecându-și pole position pe grila inversată pentru cursa de sprint, în care a terminat pe locul șase. Schumacher a pornit de pe locul 7 în cursa specială de la Baku, dar a fost forțat să se retragă după o rotire. A revenit de pe locul 19 pentru a termina pe locul 5 în cursa de sprint. El nu a reușit să acumuleze puncte la Barcelona, suferind o coliziune în prima cursă și o penalizare de timp pentru o depășire ilegală asupra lui Jack Aitken în cea de-a doua. La Monaco, Schumacher s-a ciocnit cu mai multe mașini în cursa specială, scoțând steagul roșu. El nu a reușit să înscrie puncte în nicio cursă. O dublă retragere a venit pe Circuitul Paul Ricard, după ce a fost implicat într-o coliziune cu coechipierul Gelael în prima cursă și a suferit o pană în a doua.
Schumacher a înecat motorul pe grila de la Red Bull Ring și a terminat pe locul 18, înainte de a se clasa pe locul 4 în cursa de sprint. O altă clasare în puncte la cursa de sprint a venit la Silverstone, pe locul șase. El a terminat pe locul 8 la cursa specială din Ungaria, luând pole-ul pe grila inversată pentru cursa de sprint. A ținut poziția pentru a obține prima sa victorie în Formula 2. Schumacher s-a calificat pe locul șase la Spa-Francorchamps, dar ambele curse au fost anulate din cauza unui accident care a provocat decesul lui Anthoine Hubert. La Monza, s-a retras din cursa specială din cauza unei probleme de putere, dar și-a revenit pentru a termina pe locul șase în cursa de sprint, realizând și cel mai rapid tur. S-a retras din ambele curse din Rusia, după o problemă la motor în prima cursă și o coliziune cu Giuliano Alesi în ce de-a doua. Schumacher a încheiat sezonul cu locurile 9 și 11 în Abu Dhabi. El s-a clasat la finalul sezonului pe locul 12 în campionat cu 53 de puncte, cu mult înaintea coechipierului Gelael, obținând o victorie și un tur rapid.

#### 2020
Schumacher a continuat cu Prema în Campionatul FIA de Formula 2 din 2020, căruia i-a fost alăturat campionul de Formula 3 în exercițiu, și coleg în Academia de Piloți Ferrari, Robert Shwartzman. În cursa specială din Austria, el a ieșit în decor în timp ce se lupta cu Callum Ilott pentru conducerea cursei. În runda a doua, pe același circuit, stingătorul lui s-a aprins în cursa de sprint. În Ungaria, Schumacher a revenit cu un dublu podium. Apoi a continuat cu o serie de 5 podiumuri consecutive, inclusiv o victorie în cursa specială de la Monza, și a preluat conducerea campionatului la Mugello. El a câștigat cursa specială în runda următoare din Rusia și a ajuns pe locul al treilea în cursa de sprint, care a fost scurtată din cauza unui accident dintre Luca Ghiotto și Jack Aitken.
În runda de la Bahrain, s-a calificat pe locul 10 și a urcat pe locul patru în cursa specială. El a terminat pe locul șapte în cursa de sprint. Drept urmare, Callum Ilott a reușit să reducă deficitul la 14 puncte până în runda finală pe pista exterioară din același loc.
În Sakhir, Schumacher s-a calificat pe locul 18, cel mai slab din carieră, după un incident cu Roy Nissany. A realizat o bună recuperare până pe locul șase cu cel mai rapid tur. Asta a însemnat că diferența de puncte a rămas aceeași până în cursa finală. În cursa de sprint, Schumacher și-a deformat cauciucurile în timp ce lupta pentru conducere, ceea ce l-a determinat să se apere de Ilott în prima jumătate a cursei. După alte câteva blocări de frâne, a oprit la boxe pentru softuri, lăsându-l în afara punctelor. Ca urmare a atacului și apărării dure, cauciucurile lui Ilott nu au mers mult mai bine și a căzut și el ușor-ușor în afara punctelor. Acest rezultat l-a confirmat pe Schumacher drept campionul de Formula 2 din 2020.

## Formula 1
Schumacher a fost anunțat ca pilot pentru Academia de Piloți Ferrari pe 19 ianuarie 2019. Schumacher a călcat pe urmele tatălui său și a citat cea mai mare parte a inimii echipei Ferrari și legăturile speciale cu echipa din cadrul familiei sale din copilărie ca o parte semnificativă a aderării la academia echipei. Pe 2 aprilie 2019, Mick Schumacher și-a făcut debutul la volanul unei mașini moderne de Formula 1, pilotand monopostul SF90 al Scuderiei Ferrari în prima zi de teste de sezon pe Circuitul Internațional Bahrain, ca singurul debutant pe grilă. În timpul sesiunii de teste de dimineață, Schumacher a înregistrat cel mai bun timp personal de 1:32,552 din 30 de tururi, plasându-l pe locul șase printre alți piloți după ce ploaia a oprit sesiunea de două ori. În restul zilei, Schumacher a făcut alte 26 de tururi pentru a stabili un timp final de 1:29,976 pe cel mai moale compus de anvelope disponibil, care a rămas cel mai rapid timp până când Max Verstappen de la Red Bull Racing a stabilit un tur de 1:29,379 cinci minute mai târziu. După sesiunea de teste de marți, Schumacher a spus că s-a simțit ca acasă cu Scuderia Ferrari și a savurat prima sa rulare.
„Mi-a plăcut foarte mult astăzi”, a spus el. „M-am simțit ca acasă în garaj încă din primul moment, alături de mulți oameni care mă cunosc de când eram foarte mic. SF90 este incredibil datorită puterii pe care o are, dar este și ușor de condus și de aceea m-am bucurat atât de mult.” Schumacher a adăugat că a fost impresionat de puterea de frânare a unei mașini moderne de F1. „Mi se părea că poți frâna din ce în ce mai târziu și mașina ar fi făcut oricum virajul. Aș dori să-ți mulțumesc echipei Ferrari pentru această oportunitate incredibilă.” Schumacher urma să continue testele de sezon pentru Alfa Romeo Racing în ziua următoare.
Schumacher urma să-și facă debutul în antrenamentele de Formula 1 la Marele Premiu de la Eifel din 2020 în prima sesiune de antrenamente, conducând pentru Alfa Romeo Racing în locul lui Antonio Giovinazzi. Din cauza condițiilor meteorologice nefavorabile, sesiunea a fost anulată, așa că nu a mai ieșit pe pistă.  Schumacher și-a făcut debutul la Marele Premiu de la Abu Dhabi din 2020 în prima sesiune de antrenamente, conducând pentru Haas în locul lui Kevin Magnussen. Mai târziu, a făcut o apariție pentru Haas în testul Tinerilor Piloți din 2020.
Înainte de sezonul din 2021, Schumacher a solicitat să fie folosită abrevierea „MSC” pentru numele său, afișată pe acoperirea TV. MSC a fost abrevierea folosită de tatăl său Michael, pentru a face distincția între Michael și fratele său Ralf, a căror perioadă în Formula 1 a coincis. Schumacher a concurat anterior sub abrevierea „SCH” în Formula 2.

### Haas (2021–2022)

#### 2021

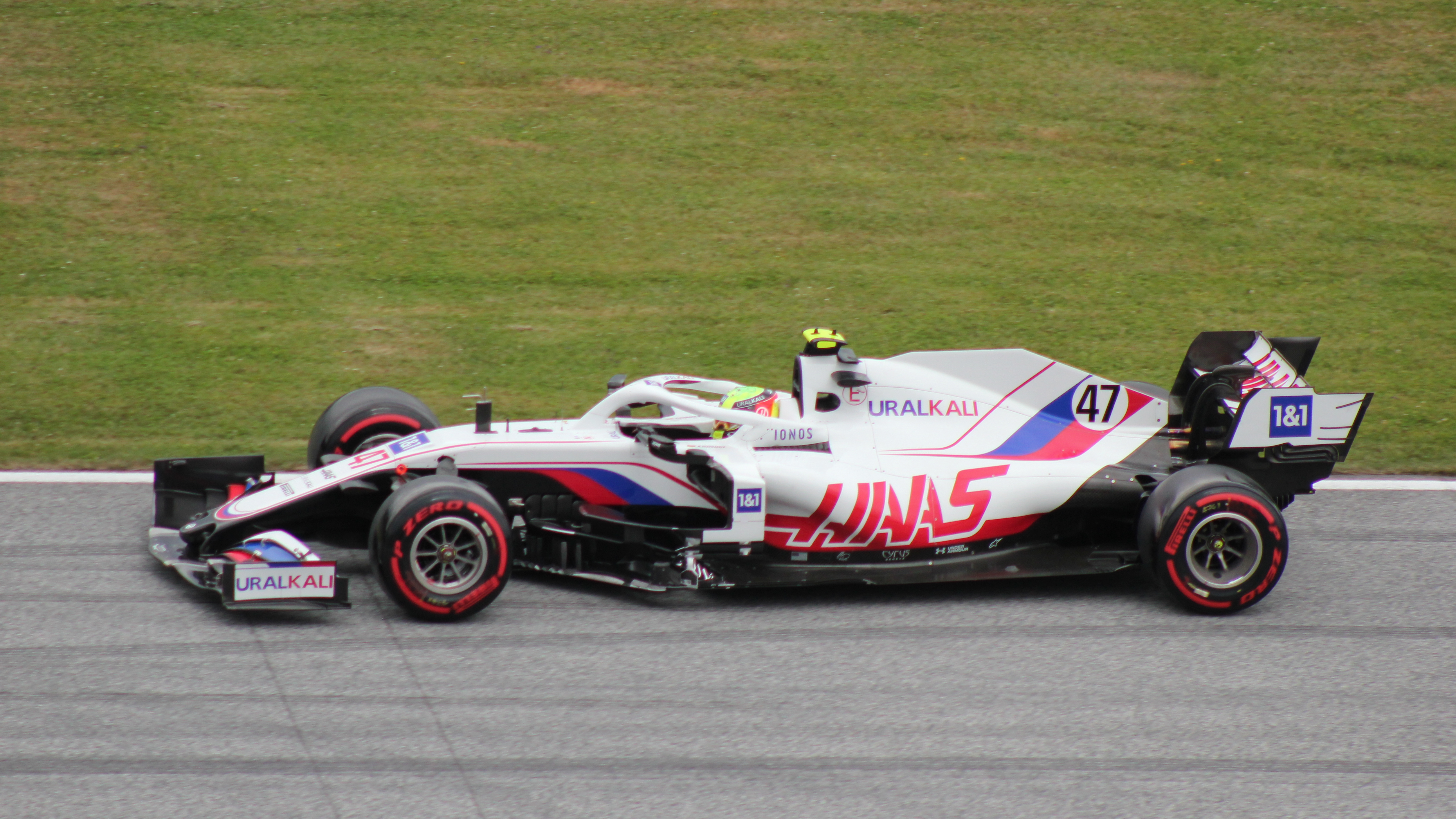
Schumacher în.

Schumacher a condus pentru echipa Haas în 2021, după ce a semnat un contract pe mai mulți ani, alături de Nikita Mazepin, cu care a concurat în karturi. El a ales să concureze cu numărul 47 (utilizat o dată în Marele Premiu al Bahrainului din 2016 de Stoffel Vandoorne), deoarece cele două numere ale sale preferate, 4 și 7, erau deja folosite (de Lando Norris și, respectiv, Kimi Raikkonen). După finalul sezonului de Formula 1 de la Abu Dhabi, directorul echipei Ferrari, Mattia Binotto, a spus că se aștepta ca Schumacher să aibă un prim sezon „foarte dificil”, dar a adăugat că el crede că Mick ar putea conduce pentru Ferrari încă din sezonul 2023.
Schumacher s-a calificat pe locul al nouăsprezecelea pentru cursa sa de debut, Marele Premiu al Bahrainului din 2021, înaintea coechipierului său, Mazepin. Schumacher s-a învârtit în primul tur, dar a reușit să continue, terminând totuși ultimul dintre piloții rămași, pe locul 16. La următoarea cursă, Marele Premiu al Emiliei-Romagna din 2021, el s-a izbit în fața ieșirii de pe linia boxelor în timpul unei perioade de mașină de siguranță, rupându-și aripa din față. Linia boxelor a fost ulterior închisă pentru a permite curățarea resturilor, împiedicându-l să intre la boxe pentru reparații timp de două tururi. A terminat cursa din nou pe locul 16. Schumacher s-a ciocnit puternic în antrenamentele pentru Marele Premiu al Principatului Monaco din 2021 și echipa nu a putut să-i repare mașina la timp pentru calificări. El a efectuat una dintre singurele depășiri pe pistă ale Marelui Premiu, depășind-ul pe Mazepin în virajul acul de păr în primul tur. La Marele Premiu al Azerbaidjanului din 2021, el l-a depășit pe Mazepin cu puțin timp înainte de linia de sosire, terminând înaintea sa cu doar 0,074 secunde pentru a ocupa locul 13.

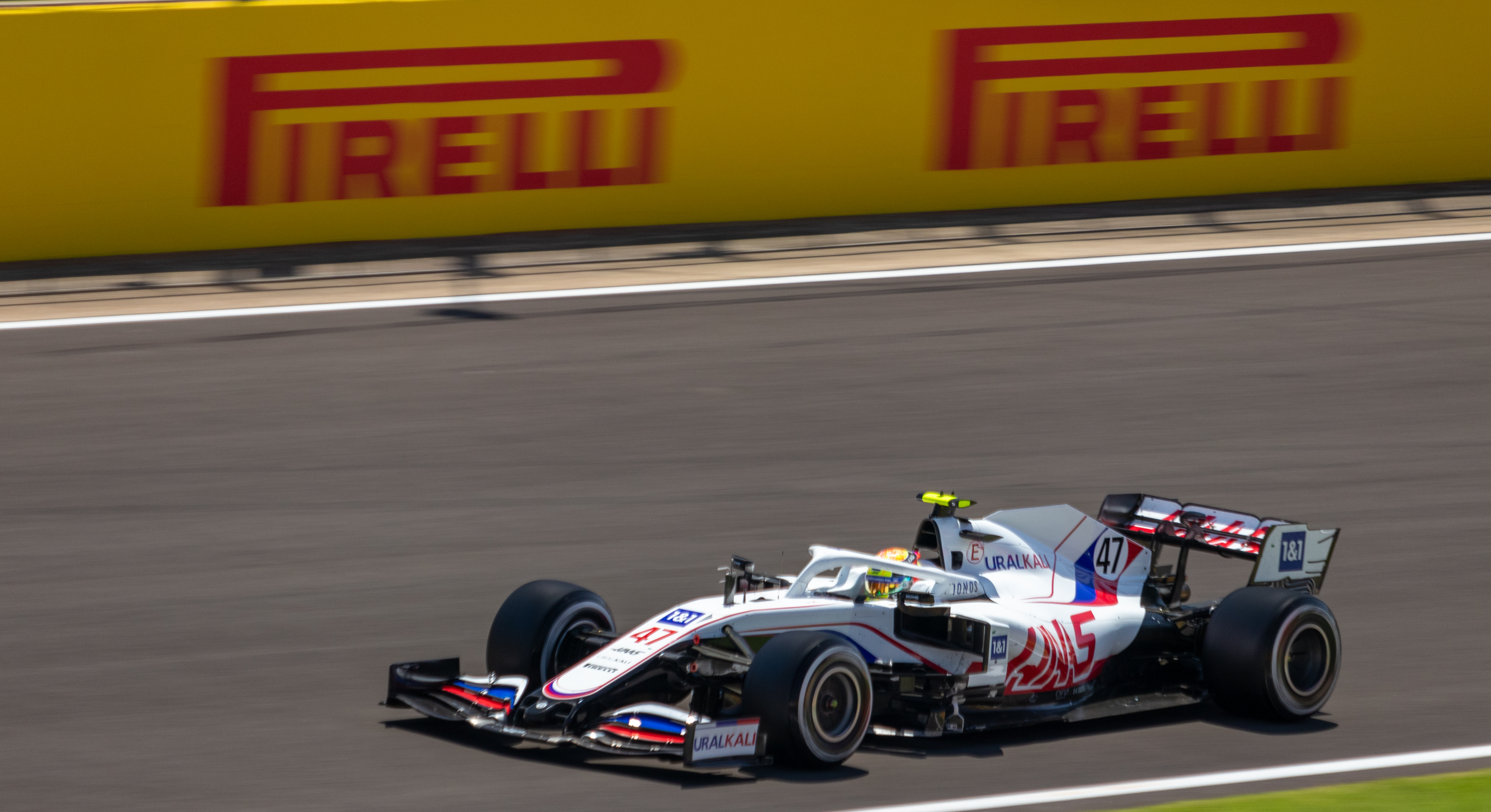
Schumacher în.

Schumacher a suferit un accident în calificările pentru Marele Premiu al Franței din 2021, provocând apariția steagului roșu, deși acest lucru i-a asigurat locul cincisprezece pe grilă și a marcat prima sa apariție în al doilea segment de calificări (Q2). A terminat cursa pe locul 19. S-a izbit de parapet în ultima sesiune de antrenamente pentru Marele Premiu al Ungariei din 2021 și a fost forțat să rateze calificările deoarece mașina lui nu a fost reparată la timp. El a terminat pe locul al treisprezecelea în cursă, după ce a evitat coliziunile din turul de început, iar ulterior a fost promovat pe locul al doisprezecelea după descalificarea lui Sebastian Vettel. Aceasta a fost cea mai înaltă clasare în cursă a sezonului și a continuat spunând că este mândru de performanța sa după ce a avut lupte pe pistă cu Max Verstappen. Prima sa retragere a venit în turul 33 al Marele Premiu al Rusiei din 2021 din cauza unei scurgeri de ulei. La Marele Premiu al Turciei din 2021, Schumacher a ajuns în Q2 și s-a calificat pe locul 14, cea mai înaltă poziție de calificare din cariera sa în Formula 1 până în acel moment. El și Fernando Alonso s-au ciocnit în primul tur, făcându-l pe Schumacher să se rotească. A continuat cursa, clasându-se pe locul al nouăsprezecelea. Alonso și-a cerut ulterior scuze pentru rolul său în incident. A început Marele Premiu de la Ciudad de México din 2021 pe locul 14 pe grilă, dar a fost scos din cursă în primul viraj după o coliziune cu Esteban Ocon. La Marele Premiu al Arabiei Saudite din 2021, cursa sa s-a încheiat în turul opt după ce s-a izbit de o barieră, provocând apariția steagului roșu.
Schumacher și-a încheiat sezonul de debut pe locul 19 în campionatul piloților, înaintea coechipierului Mazepin, dar fără niciun punct acumulat.

#### 2022
Schumacher a rămas cu Haas pentru sezonul 2022, în parteneriat cu Kevin Magnussen, servind și ca pilot de rezervă pentru Ferrari alături de Antonio Giovinazzi. Schumacher s-a calificat pe locul 12 și a terminat pe 11 în cursa de deschidere a sezonului, Marele Premiu al Bahrainului din 2022, obținând astfel cel mai bun rezultat al său de până acum. Schumacher a ratat Marele Premiu al Arabiei Saudite din 2022 după un accident puternic în calificări. El a fost transferat la spital pentru verificări de precauție și a fost eliberat fără răni. El a ajuns în a treia sesiune de calificări (Q3) pentru prima dată la Marele Premiu al Spaniei, dar a terminat cursa în afara punctelor. A avut un accident puternic care a rupt mașina în două la Marele Premiu al Principatului Monaco din 2022, cauzând un steag roșu.

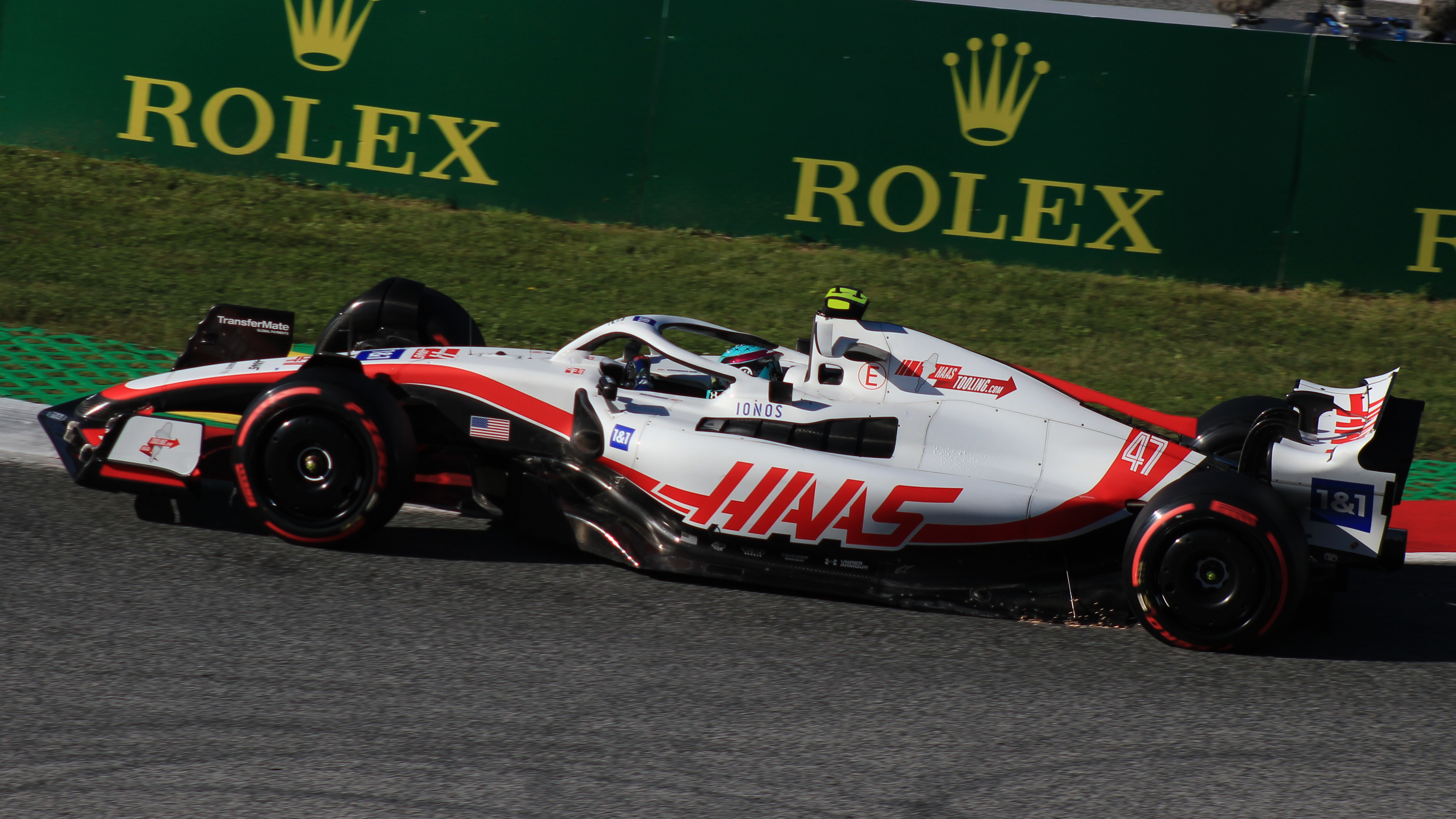
Mick a obținut cea mai bună clasare a sa din Formula 1 la, încheind cursa pe locul 6.

Schumacher și-a îmbunătățit cea mai bună poziție de calificare la Marele Premiu al Canadei, terminând Q3 pe locul șase. El a rulat pe locul șapte până când o defecțiune a motorului i-a încheiat cursa. La următoarea cursă, Marele Premiu al Marii Britanii, a început de pe locul 19 și a revenit pe locul opt pentru a marca primele sale puncte din Formula 1. O săptămână mai târziu, la Marele Premiu al Austriei, Schumacher s-a calificat pe locul șapte și a terminat pe locul șase; cel mai bun rezultat al său în Formula 1, promovându-l pe locul 15 în campionatul piloților la jumătatea sezonului 2022. A ajuns din nou în Q3 la Marele Premiu al Țărilor de Jos, dar a terminat în afara punctelor. Înainte de Marele Premiu de la Abu Dhabi, care încheie sezonul, Haas a anunțat că se va despărți de Schumacher după sezonul 2022.

## Parcursul în Formula 1
| Legendă      | Legendă                                  |
| Culoare      | Rezultat                                 |
| ------------ | ---------------------------------------- |
| Auriu        | Câștigător                               |
| Argintiu     | Locul 2                                  |
| Bronz        | Locul 3                                  |
| Verde        | Alte locuri care punctează               |
| Albastru     | Alte locuri                              |
| Albastru     | Nu s-a clasat, dar a terminat cursa (NC) |
| Purpuriu     | A abandonat cursa (Ab)                   |
| Negru        | Descalificat (DSC)                       |
| Alb          | Nu a luat startul (NS)                   |
| Roșu         | Nu s-a calificat (NSC)                   |
| Fără culoare | Retras înainte de calificări (Ret)       |
| Fără culoare | Exclus (EX)                              |
| Fără culoare | Nu a participat (celulă goală)           |
| Adnotare     | Însemnătate                              |
| P            | Pole position                            |
| R            | Cel mai rapid tur                        |

| Sezon | Echipă | Șasiu | Motor                 | 1      | 2      | 3      | 4      | 5      | 6      | 7      | 8      | 9      | 10     | 11     | 12     | 13     | 14     | 15     | 16     | 17     | 18     | 19     | 20     | 21     | 22     | Poz. | Puncte |
| ----- | ------ | ----- | --------------------- | ------ | ------ | ------ | ------ | ------ | ------ | ------ | ------ | ------ | ------ | ------ | ------ | ------ | ------ | ------ | ------ | ------ | ------ | ------ | ------ | ------ | ------ | ---- | ------ |
| 2021  | Haas   | VF-21 | Ferrari 065/6 1.6 V6t | BHR 16 | EMR 16 | PRT 17 | ESP 18 | MCO 18 | AZE 13 | FRA 19 | STI 16 | AUT 18 | GBR 18 | HUN 12 | BEL 16 | NLD 18 | ITA 15 | RUS Ab | TUR 19 | USA 16 | CMX Ab | SAP 18 | QAT 16 | SAU Ab | ABU 14 | 19   | 0      |
| 2022  | Haas   | VF-22 | Ferrari 066/7 1.6 V6t | BHR 11 | SAU NS | AUS 13 | EMR 17 | MIA 15 | ESP 14 | MCO Ab | AZE 14 | CAN Ab | GBR 8  | AUT 6  | FRA 15 | HUN 14 | BEL 17 | NLD 13 | ITA 12 | SGP 13 | JPN 17 | USA 15 | CMX 16 | SAP 14 | ABU 16 | 16   | 12     |